# الرياض ونتر وندرلاند
الرياض ونتر وندرلاند هي إحدى مناطق فعاليات موسم الرياض الترفيهي العالمي الذي يقام في مدينة الرياض عاصمة المملكة العربية السعودية، وتشرف عليه الهيئة العامة للترفيه. تقع في شمال العاصمة الرياض، بجوار مركز الملك عبد الله المالي.

## مناطق الألعاب
تضم منطقة الرياض ونتر وندرلاند 6 مناطق مختلفة توفر أكثر من 103 ألعاب للكبار والصغار، وأنشطة وعروضًا ترفيهية إضافة إلى فعاليات عدة تقام وسط أجواء شتوية.
وتشمل المناطق الـ 6: منطقة «دريم لاند كرنفال»، ومنطقة «غابة الثلوج»، ومنطقة «صندوق الألعاب السحرية» المخصصة للأطفال، ومنطقة «مغامرات الرعب»، ومنطقة «طريق العجائب»، ومنطقة «المهرجان الشتوي».